# Scottish Premier Division 1988-1989
La Scottish Premier Division 1988-1989 è stata la 92ª edizione della massima serie del campionato scozzese di calcio, disputato tra il 13 agosto 1988 e il 13 maggio 1989 e concluso con la vittoria dei Rangers, al loro trentanovesimo titolo.
Capocannonieri del torneo sono stati Mark McGhee (Celtic) e Charlie Nicholas (Aberdeen) con 16 reti ciascuno.

## Stagione

### Novità
Scese il numero di squadre partecipanti: da 12 a 10. Da tre squadre retrocesse si passò ad una sola retrocessione in Scottish First Division.

### Formula
Le 10 squadre si affrontarono in match di andata-ritorno-andata-ritorno, per un totale di 36 giornate.

## Classifica finale
Fonte:
|       | Pos. | Squadra             | Pt | G  | V  | N  | P  | GF | GS | DR  |
| ----- | ---- | ------------------- | -- | -- | -- | -- | -- | -- | -- | --- |
|       | 1.   | Rangers             | 56 | 36 | 26 | 4  | 6  | 62 | 26 | +36 |
| [ 3 ] | 2.   | Aberdeen            | 50 | 36 | 18 | 14 | 4  | 51 | 25 | +26 |
| [ 4 ] | 3.   | Celtic              | 46 | 36 | 21 | 4  | 11 | 66 | 44 | +22 |
|       | 4.   | Dundee Utd          | 44 | 36 | 16 | 12 | 8  | 44 | 26 | +18 |
|       | 5.   | Hibernian           | 35 | 36 | 13 | 9  | 14 | 37 | 36 | +1  |
|       | 6.   | Hearts              | 31 | 36 | 9  | 13 | 14 | 35 | 42 | -7  |
|       | 7.   | St. Mirren          | 29 | 36 | 11 | 7  | 18 | 39 | 55 | -16 |
|       | 8.   | Dundee              | 28 | 36 | 9  | 10 | 17 | 34 | 48 | -14 |
|       | 9.   | Motherwell          | 27 | 36 | 7  | 13 | 16 | 35 | 44 | -9  |
|       | 10.  | Hamilton Academical | 14 | 36 | 6  | 2  | 28 | 19 | 76 | -57 |

Legenda:
      Campione di Scozia e qualificata in Coppa dei Campioni 1989-1990.
      Qualificata alla Coppa delle Coppe 1989-1990.
      Qualificata alla Coppa UEFA 1989-1990.
      Retrocesso in Scottish First Division 1989-1990.
Regolamento:
Due punti a vittoria, uno a pareggio, zero a sconfitta.
A parità di punti, le posizioni in classifica venivano determinate sulla base della differenza reti.

## Statistiche

### Squadra

#### Capoliste solitarie
|    | ——  | —— | —— | ——      | ——      | ——      | ——      | ——      | ——      | ——      | ——      | ——      | ——      | ——      | ——      | ——      | ——      | ——      | ——      | ——      | ——      | ——      | ——      | ——      | ——      | ——      | ——      | ——      | ——      | ——      | ——      | ——      | ——      | ——      | ——      | —— |  |
|    | DuU |    |    | Rangers | Rangers | Rangers | Rangers | Rangers | Rangers | Rangers | Rangers | Rangers | Rangers | Rangers | Rangers | Rangers | Rangers | Rangers | Rangers | Rangers | Rangers | Rangers | Rangers | Rangers | Rangers | Rangers | Rangers | Rangers | Rangers | Rangers | Rangers | Rangers | Rangers | Rangers | Rangers |    |  |
|    |     |    |    |         |         |         |         |         |         |         |         |         |         |         |         |         |         |         |         |         |         |         |         |         |         |         |         |         |         |         |         |         |         |         |         |    |  |
|    |     |    |    |         |         |         |         |         |         |         |         |         |         |         |         |         |         |         |         |         |         |         |         |         |         |         |         |         |         |         |         |         |         |         |         |    |  |
| 1ª | 2ª  | 3ª | 4ª | 5ª      | 6ª      | 7ª      | 8ª      | 9ª      | 10ª     | 11ª     | 12ª     | 13ª     | 14ª     | 15ª     | 16ª     | 17ª     | 18ª     | 19ª     | 20ª     | 21ª     | 22ª     | 23ª     | 24ª     | 25ª     | 26ª     | 27ª     | 28ª     | 29ª     | 30ª     | 31ª     | 32ª     | 33ª     | 34ª     | 35ª     | 36ª     |    |  |